# Рюссельбах
Рюссельбах — деревня, часть Игенсдорфа в Верхней Франконии, административном округе Бавария, Германия. Рюссельбах состоит из 4-x частей: Нижний Рюссельбах, Средний Рюссельбах, Кирхрюссельбах и Верхний Рюссельбах, а также хуторов Линденхоф, Линденмюле, Вейденбюль и Вейденмюле.

## История
История маленького, лежащего на окраине Франконской Швейцарии поселения, насчитывающего около 1200 жителей, уходит далеко в прошлое.
Территория вокруг Рюссельбаха была заселена уже в Бронзовом веке. Свидетельством этому служат могильные курганы рядом с рощей Айхенлое. Над Рюссельбахом в местечке Катц расположены ещё узнаваемые укрепительные сооружения крепости рыцарей-разбойников Хаинбург из раннего средневековья. Историки определяют время заселения территории на левом берегу Швабаха 9-м веком.
В то время как некоторые относят основание Рюссельбаха к 742 году, основанию епархии Айхштэт, к которому сначала принадлежал Рюссельбах, первое официальное упоминание об этом поселении было обнаружено в грамоте кайзера Генриха II, датировнной 1010 годом.
К освящённой в честь Якова и находящейся между возвышенностями «Катц» и «Куберг» церкви-крепости Кирхрюссельбах (сегодня лютеранской) принадлежали в то время 40 поселений.
Хотя в последующий период размер прихода мало чем изменился, правление над Рюссельбахом за последующие столетия много раз переходило из одних рук в другие^
- 1010 Кайзер Генриха II дарит эту область епископству Бамбергскому
- Переход во владение Гогенштауфенов
- 1109 Переход владения к семье Вильденштайн
- 1268 Переход вместе с Хилтпольштайном к Виттельсбахам
- 1344 Папа римский Климент VI упоминает церковь Святого Якоба
- 1353 Залог прихода королю Богемии Карлу I
- 1503 Покупка большей части Рюссельбаха свободным имперским городом Нюрнбергом

Старейшее сооружение в Рюссельбахе — это церковь святого Якова в Кирхрюссельбахе. Фрески в хоровой части датируются 12 веком. Сегодняшний вид церковь лютеранской общины приобрела во время перестройки в 1777—1779 годах. Купель создана в 1841, а алтарное изображение в 1842 году.
В 1961 рядом с Верхним Рюссельбахом разбился чешский пассажирский самолёт.
1 января 1972 года впоследствии муниципальной реформы Рюссельбах включён в общину Игенсдорф.

## Рюссельбах сегодня
Рюссельбах сегодня — это поселение сельского типа недалеко от Нюрнберга. Большинство жителей ездят на работу в город. Розничной торговли в поселении нет. Из бывших шести таверн существует только одна. Сельское хозяйство ведётся только несколькими дворами и в основном как дополнение к основной работе. В Верхнем Рюссельбахе живёт несколько художников и людей искусства.
Рюссельбах, как часть общины Игенсдорф, принадлежит в крупнейшему в Европе региону по возделыванию вишни.
Один раз в год в Вернем Рюссельбахе проходит японский праздник цветущей вишни.
На возвышенности над Рюссельбахом находится стартовая прощадка планёров Лауф-Лилинхоф.

## Юбилей 2010
В 2010 году в Рюссельбахе прошли многочисленные праздничные события к тысячелетнему юбилею основания.

## Ассоциации
Общественная жизнь, как и во всем регионе, очень оживлённая и имеет многовековые традиции.
В Рюссельбахе находятся следующие ассоциации (в скобках дата основания):
- Клуб мужского пения Рюссельбаха (1897)
- Добровольная пожарная бригада Рюссельбаха (1897)
- Солдатский клуб Рюссельбаха (1919)
- Клуб игры на тромбоне (13 ноября 1927)
- Кружок женского пения и женский хор (1971)
- Клуб стрельбы Рюссельбаха (1973)
- Спортивный клуб Рюссельбаха (1978)
- Клуб по благоустройству Рюссельбаха (1980)
- Клуб друзей Рюссельбаха (2009)